# Giuliano Sarti
Giuliano Sarti   (Castello d'Argile, 2 d'octubre de 1933 - Roma, 5 de juny de 2017) va ser un futbolista professional italià, que jugava en la posició de porter. Al llarg de la seva reeixida carrera, va jugar per a diversos clubs italians, tot i que és recordat principalment pel seu èxit amb la Fiorentina i com a porter de l'equip del "Grande Inter" dels anys 60 que va conquerir Itàlia i Europa.

## Carrera de club
Sarti és recordat principalment per les seves reeixides etapes a la Fiorentina i l'Internazionale, clubs amb els quals va guanyar diversos trofeus nacionals i internacionals. Després de començar la seva carrera a les divisions inferiors amb temporades al Centese (1952–53) i al Bondenese (1953–54), va fitxar pel Fiorentina el 1954, on aviat va aconseguir un lloc a l'onze titular de l'equip malgrat la competència de Leonardo Costagliola inicialment, i més tard d'Enrico Albertosi. Durant la seva etapa al club (1954–63), va guanyar la Sèrie A, la Coppa Italia i la Recopa d'Europa. Amb la Fiorentina va jugar com a titular la final de la Copa d'Europa de 1957, que el seu equip va perdre 2-0 contra el Reial Madrid.

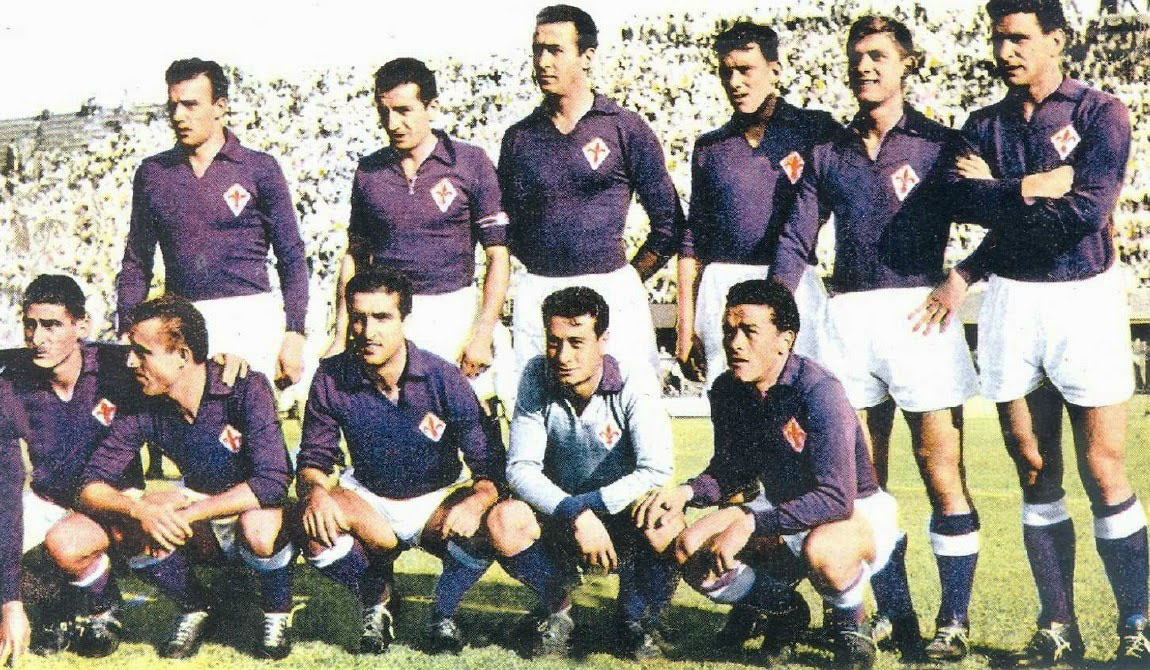
Sarti (ajupit, segon per la dreta) amb la scudettata de la Fiorentina a la temporada 1955–56

Sarti és especialment reconegut pel seu paper com a porter titular a l'exitosíssim equip " Grande Inter " dels anys 60 sota la direcció d'Helenio Herrera. Es va unir al club el 1963, i durant la seva etapa a l'equip, va formar una llegendària parella amb els laterals Burgnich i Facchetti, així com amb el defensa lliure Armando Picchi, en la tenaç defensa catenaccio de l'Inter que va ajudar l'equip a conquerir el futbol italià, europeu i mundial. Durant les seves cinc temporades amb el club, va guanyar dos títols de la Sèrie A, dues Copes d'Europa i dues Copes Intercontinentals. Va jugar com a titular la final de la Copa d'Europa de 1964, que l'Inter va guanyar contra el Reial Madrid per 3 a 1 al Praterstadion de Viena, la primera victòria del club en la competició. També va jugar com a titular la final de la Copa d'Europa de 1965, que l'Inter va guanyar contra el SL Benfica per 1 a 0 a San Siro, la segona victòria consecutiva de l'Inter en la competició. El 1967 va jugar com a titular la final de la Copa d'Europa, que l'Inter va perdre contra el Celtic FC per 2 a 1 a l'Estádio Nacional de Lisboa.
Després de deixar l'Inter el 1968, va passar la temporada 1968-69 amb la Juventus com a suplent de Roberto Anzolin. Posteriorment, es va incorporar a l'Unione Valdinievole la temporada següent, on va romandre fins a la seva jubilació el 1973.

## Carrera internacional
Sarti també va representar Itàlia vuit vegades al llarg de la seva carrera entre 1959 i 1967, tot i que mai va ser convocat per a un torneig important amb Itàlia a causa de la competència de diversos altres porters italians destacats de l'època. Va debutar amb la selecció el 29 de novembre de 1959, en un empat a casa contra Hongria per 1-1.

## Estil de joc
Els experts consideren Sarti com un dels porters italians més grans i reeixits, tant de la seva generació, com de tots els temps. Un porter constant i fiable conegut per les seves habilitats per aturar xuts, també era molt apreciat per la seva compostura, personalitat i forta mentalitat, així com pel seu sentit posicional a la porteria, que li permetia fer aturades eficients en lloc d'espectaculars que es basaven més en l'atletisme.

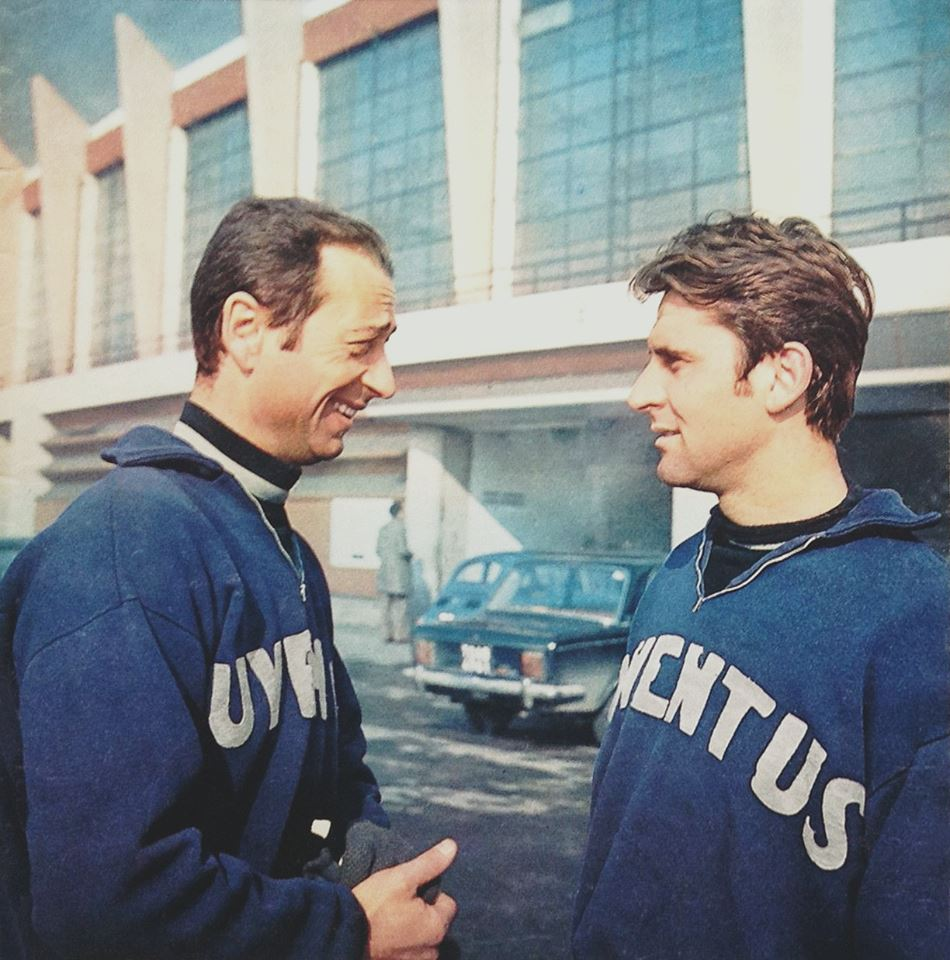
Sarti (esquerra) amb la Juventus a la temporada 1968–69, en un descans d'entrenament amb el seu company d'equip Roberto Anzolin.

També va ser conegut per revolucionar el paper del porter a Itàlia, funcionant com a " porter escombrador ", a causa de la seva tendència a sortir de la seva línia per anticipar-se als davanters rivals, o a participar en la construcció de jugades sortint de la seva àrea per rebre o jugar la pilota als seus defensors. En situacions d'un contra un, però, normalment preferia romandre més a prop de la seva línia i posicionar-se amb el cos constantment mirant cap al tirador, per tal d'augmentar la distància entre ell i el seu oponent, donant-li més temps per aturar la pilota; aquest estil de joc, que més tard Sarti va descriure com a "geomètric" en lloc de "reactiu", es va considerar inusual per a l'època, però molt efectiu.

## Després de la retirada
Sarti es va retirar del futbol professional el 1969, després d'una temporada amb la Juventus. Després de jubilar-se, també va treballar com a entrenador al  Lucchese.

## Mort
Sarti va morir a Florència el 5 de juny de 2017, als 83 anys, després d'una malaltia sobtada.

## Palmarès

### Club
Fiorentina
- Sèrie A: 1955–56
- Copa d'Itàlia: 1960–61
- Recopa de la UEFA: 1960–61

Inter
- Sèrie A: 1964–65, 1965–66
- Copa d'Europa: 1963–64, 1964–65
- Copa Intercontinental: 1964, 1965

### Individual
- Saló de la Fama de l'ACF Fiorentina : 2013[16]